# Советская оккупация Румынии
Советская оккупация Румынии (рум. Ocupația sovietică a României) — оккупация территории Румынии войсками Красной армии, начавшаяся с наступления Советских войск на Восточном фронте Второй мировой войны в 1944 и продолжавшаяся до 1958 года. Северо-восточная часть Молдовы была занята во время боёв с мая по август, когда Румыния ещё являлась союзником нацистской Германии. Остальная часть страны была оккупирована после того, как Румыния перешла на сторону союзников в результате государственного переворота 23 августа 1944 и подписания соглашения о перемирии между союзниками и Румынией. Затем король Румынии Михай I объявил, что Румыния в одностороннем порядке прекращает все действия против союзных сил, принимает перемирие и вступает в войну против стран «Оси», однако Красная армия к тому времени уже оккупировала большую часть Румынии.
Соглашение о перемирии и последующий Парижский мирный договор 1947 года обеспечили правовую основу советской военной оккупации Румынии, которая продолжалась до августа 1958 года, а максимальная численность советских военнослужащих достигала 615 тыс. чел. в 1946 году. Основу военного присутствия СССР в Румынии составили Отдельная механизированная армия (после 1947 — Особая механизированная армия) и воинские части, территориально входящие в состав Южной группы войск с 1945 по 1947.
Советские историографы и деятели коммунистического режима в Румынии, установленного при помощи и поддержке Красной армии и закреплённого конституцией Румынии 1952 года, называли события 1944 года «освобождением Румынии славным Советским Союзом», однако большинство румынских и западных источников после 1989 используют термин «Советская оккупация Румынии» в отношении периода 1944—1958 годов.

## Установление советской оккупации
Румынские националисты пытались восстановить Великую Румынию. Вынашиваемые в Бухаресте планы по изменению румынских границ поддерживались Берлином. Однако Германия не собиралась возвращать румынскому государству Южную Добруджу и Северную Трансильванию. Она поощряла расширение румынских границ на восток. В Румынии начали появляться труды, согласно которым т. н. «Транснистрия» — историческая румынская территория, а её население — обрусевшие румыны. Накануне Второй мировой войны румынскими радикальными политиками планировалось провести новую румынскую границу по Южному Бугу, но иногда высказывались предложения установить её по Днепру или ещё восточнее. Позже в ходе войны доходило до абсурда — так, газета «Курентул» писала, что новую румынскую границу нужно провести по Уралу и обеспечить создание «Румынской империи до ворот Азии», то есть создать «жизненное пространство» для румын. 
После включения в состав СССР Бессарабии, Северной Буковины и области Герца в результате Бессарабского похода РККА 1940 года, Румыния объединилась с нацистской Германией и объявила войну Советскому Союзу. Румынские войска под немецким командованием вступили в войну в 1941 году в ходе операции «Барбаросса». После повторного захвата территорий, отошедших к Советскому Союзу в 1940 году, Румыния также заняла Южную Украину до Южного Буга (оккупация Буковины, Бессарабии и междуречья Днестра и Буга). Однако к концу 1943 года Красная армия освободила большую часть советской территории, упорно продвигалась на Запад.
После государственного переворота 23 августа 1944, на следующий день Румыния вышла из союза с нацистской Германией во Второй мировой войне, и объявив войну Германии 25 августа 1944, перешла на сторону стран антигитлеровской коалиции: Великобритании, Франции, США и СССР. Переворот 1944 года во главе с королём Михаем I сократил Вторую мировую войну на несколько месяцев, спас жизни сотен тысяч человек, позволил увеличить скорость продвижения Красной армии в Румынию и на Балканы, и в то же время предоставил румынской армии возможность освободить страну от немецкой оккупации. В отсутствие официально подписанного перемирия советские войска по-прежнему относились к румынским войскам как к врагам. Соглашение о перемирии с Румынией было подписано 12 сентября 1944 в Москве. Соблюдение условий перемирия контролировалось Союзной контрольной комиссией, базирующейся в Бухаресте, в состав которой входили представители США, Великобритании и СССР. Из-за ввода в страну соединений Красной армии и Соглашения о процентах (о котором Румыния ещё не знала), всё более усиливалась роль советской делегации в Союзной контрольной комиссии, а политическая ситуация в стране стала быстро перерастать в диктатуру по модели сталинизма.
Переворот практически приравнивался к «капитуляции», «безоговорочному» капитулированию перед Советами и остальными союзниками. Переговоры между союзниками задержали подписание перемирия для того, чтобы Красная армия заняла как можно большую часть Румынии и могла диктовать условия перемирия. В течение периода действия приказа о прекращении огня, подписанного королём Михаем, 114—160 тысяч румынских солдат были взяты без боя в плен советскими войсками и отправлены пешком в лагеря на территории Советского Союза; около трети из них погибли в пути. На территории Румынии из состава румын-военнопленных была укомплектована 1-я румынская добровольческая пехотная дивизия, воевавшая в составе РККА 2-го Украинского фронта (позднее в составе Вооружённых сил Румынии) в Румынии, Венгрии и Чехословакии; на такой же основе, но уже на территории СССР была сформирована и 2-я румынская добровольческая пехотная дивизия, которая формально не сражалась с немецкими войсками, но вела активную борьбу против вооружённых формирований румынских фашистов. 
Бессарабия и Северная Буковина были вновь включены в состав Советского Союза.

## Правовая основа

### Договор о перемирии
Соглашение о перемирии с Румынией было подписано 12 сентября 1944 в Москве.
Статья 3 гласит: «Правительство и Главное Командование Румынии обеспечат советским и другим союзным войскам возможность свободного передвижения по румынской территории в любом направлении, если этого потребует военная обстановка, причём Правительство и Главное Командование Румынии окажут этому передвижению всемерное содействие своими средствами сообщения и за свой счёт по суше, по воде и по воздуху».
Статья 18 гласит: «Будет учреждена Союзная Контрольная Комиссия, которая примет на себя на время до заключения мира регулирование и контроль за исполнением настоящих условий под общим руководством и по указаниям Союзного (Советского) Главнокомандования, действующего от имени Союзных держав».
В приложении к статье 18 было указано: «На учреждаемую Союзную контрольную комиссию возлагается контроль за точным выполнением условий перемирия. Румынское правительство и его органы обязаны выполнять все указания Комиссии, вытекающие из Соглашения о перемирии. Комиссия создаст специальные органы или секции, соответственно поручая им выполнение тех или иных функций. Кроме того, Комиссия может иметь своих офицеров в разных местах Румынии. Союзная Контрольная Комиссия будет иметь своим местопребыванием г. Бухарест.».
В соответствии со статьёй 14 были созданы два народных суда (народных трибунала) для суда над подозреваемыми в совершении военных преступлений, один в Бухаресте (Народный трибунал Бухареста), другой в Клуж-Напоке (Народный трибунал Северной Трансильвании).
Соглашение о перемирии подписали:
- от союзных сил: представитель Советского Верховного командования, маршал СССР Родион Яковлевич Малиновский.
- от Румынии: министр юстиции Лукрециу Пэтрэшкану, заместитель государственного секретаря в министерстве внутренних дел и адъютант Его Величества короля Румынии генерал Думитру Дэмэчану[рум.], Барбу Штирбей и Гицэ Попп[рум.].

### Парижский мирный договор
Соглашение о перемирии прекратило действовать 15 сентября 1947, с момента вступления в силу Парижского мирного договора с Румынией. Новый договор заложил основу для неограниченного советского военного присутствия в Румынии.
Статья 21, § 1 гласит: «Поле вступления в силу настоящего Договора все союзные войска должны быть в течение 90 дней выведены из Румынии, при сохранении за Советским Союзом права держать на территории Румынии такие вооружённые силы, какие будут ему необходимы для поддержания коммуникационных линий Советской Армии с советской зоной оккупации в Австрии».
Делегацию Румынии на Парижской конференции возглавлял министр иностранных дел Георге Тэтэреску. Мирный договор с Румынией был подписан 10 февраля 1947 в Салоне искусств Министерства иностранных дел Франции.
От Румынии договор подписали: министр иностранных дел Георге Тэтэреску, министр юстиции Лукрециу Пэтрэшкану, министр народного образования Штефан Войтек и заместитель государственного секретаря в министерстве внутренних дел Думитру Дэмэчану. От союзных сил договор подписали: государственный секретарь США Джеймс Фрэнсис Бирнс, министр иностранных дел СССР Вячеслав Михайлович Молотов и министр иностранных дел Великобритании Эрнест Бевин.
По условиям договора Румыния выплачивала СССР репараций на сумму 300 млн $, с погашением в течение 8 лет, частично золотом (по золотому паритету доллара США на день подписания Соглашения о перемирии , т. е. 35 долларов за одну унцию золота) и частично товарами (нефтепродукты, зерно, лесные материалы, морские и речные суда, различное машинное оборудование и другое товары).
Границы Румынии были восстановлены на 1 января 1941: за исключением границы с Венгрией, которая вернула Северную Трансильванию в состав Румынии, тем самым были аннулированы решения Второго Венского арбитража; к СССР вновь отходили Бессарабия, Северная Буковина и область Герца; Южная Добруджа вновь передавалась в состав Болгарии, тем самым подтверждался Крайовский мирный договор.

## Численность оккупационных войск
| Дата            | Численность войск (тыс. чел.) |
| --------------- | ----------------------------- |
| 8 мая 1945      | 80.000                        |
| 1 ноября 1945   | 500.000                       |
| 4 января 1946   | 420.000                       |
| 1 марта 1946    | 615.000                       |
| 1 июня 1946     | 400.000                       |
| 1 ноября 1946   | 240.000                       |
| 1947            | 95.000                        |
| 1 мая 1948      | 35.000                        |
| 1 октября 1948  | 32.000                        |
| 1 июля 1949     | 28.000                        |
| 1 октября 1949  | 19.000                        |
| 1 января 1950   | 32.000                        |
| 1 апреля 1950   | 33.000                        |
| 1 сентября 1950 | 32.000                        |
| 1 сентября 1952 | 32.000                        |
| Всего           | 2.593.000                     |

После того, как в 1944 было заключено перемирие, советские войска заняли практически всю территорию Румынии. Оценки максимальной численности войск варьируются от 750 000 — 1 миллиона (оценки британских военных офицеров) до 1—1,5 миллиона советских солдат (оценки Румынского высшего военного командования); многие западные дипломаты и эксперты ссылаются на численность более 1 миллиона солдат.
Максимальная оценочная численность советских войск в Румынии (включая соединения воздушных, морских, сухопутных войск и войска министерства государственной безопасности СССР) со Дня победы в Европе 8 мая 1945 до 1952 приведена в таблице.
С мая 1946 по июнь-июль 1947 больше половины лётного состава Военно-воздушных сил СССР, включая технику (самолёты и другое оборудование), находилось за пределами страны, причём наибольшие воздушные флотилии находились в Польше и Румынии (по 2500 самолётов в каждой из двух стран).
Максимальная численность войск в 615 000 человек была достигнута в марте 1946, однако позже, после подписания Парижского мирного договора в 1947, постепенно снижалась и к январю 1950 установилась на отметке в 32 000 человек, незначительно колеблясь до конца оккупации в 1958.
На конец 1946 советские воинские подразделения (Отдельная механизированная армия и воинские части, территориально входящие в состав Южной группа войск) были сосредоточены в пяти районах Румынского Королевства: Крайова—Слатина, Сибиу—Алба-Юлия, Констанца и Брэила—Фокшани. В период с 1948 по 1956 размер войск оставался относительно стабильным: два полных корпуса (6 дивизий) плюс вспомогательные подразделения, а также соединения войск государственной безопасности, суммарно образующие ещё один корпус (3 дивизии).
В связи с провозглашением австрийского государственного договора 1955 года причина присутствия советских войск на территории Румынии, как того требовал Парижском договор, перестала существовать. Однако премьер-министр Румынии Георге Георгиу-Деж заявил, что советские войска останутся в стране до тех пор, пока в Западной Германии будут присутствовать иностранные солдаты. 
Часть советских войск в Румынии и Болгарии использовались для подавления Венгерской революции 1956 года в ходе операции «Вихрь».

## Реорганизация румынской армии
Советская оккупация Румынии привела к полной реорганизации румынской армии под бдительным контролем Красной армии, все пронемецкие элементы были исключены из румынских вооружённых сил. В 1944—1945 годах были сформированы две дивизии из бывших румынских военнопленных (обученных и вооружённых в СССР) и активистов-коммунистов, таких как Вальтер Роман. Это были 1-я румынская добровольческая пехотная дивизия имени Т. Владимиреску под командованием полковника Николае Камбря и 2-я румынская добровольческая пехотная дивизия «Хория, Клошка ши Кришан» под командованием генерала Михая Ласкара (который впоследствии был министром обороны Румынии с 1946 по 1947). Обе дивизии сформировали ядро новой румынской армии — контролируемой советами и подчинённой руководству Румынской коммунистической партии (РКП). Дивизия имени Владимиреску непосредственно участвовала в разгоне демонстрации монархистов 8 ноября 1945. После того, как РКП установила контроль над страной, 30 % офицеров (в основном опытные солдаты — потенциальный источник противодействия советизации армии) и треть войск были исключены из состава вооружённых сил Румынии.
После провозглашения и создания Румынской Народной Республики и узурпации власти коммунистами, советизация румынской армии усилилась под руководством нового министра обороны Эмиля Боднэраша: с некоторыми дополнениями была скопирована советская модель военно-политической организации и принята новая военная доктрина (предполагающая превентивное нападение и оборону). Это позволило включить Румынию в советскую стратегическую систему сдерживания на начальном этапе Холодной войны, а позже страна вступила в Организацию Варшавского договора.
Советские офицеры были назначены для наблюдения за эффективностью реорганизации армии и имели полномочия по контролю и надзору в основных военных государственных учреждениях. Поначалу советские военные советники занимали лишь несколько должностей в министерстве обороны, генеральном штабе и военно-политическом управлении армии, однако позже их число стало постепенно увеличиваться, а полномочия расширяться. В ноябре 1952 было 105 постоянных советников и 17 на непостоянной основе в военных учебных заведениях. После 1955 количество советников постепенно стало снижаться: 72 в 1955, 63 в 1956, 25 в 1957 и 10 в 1958.
Заключительный этап реорганизации румынской армии прошёл в период с 1949 по 1952, а также ряд офицеров и курсантов были отправлены на учёбу в высшие военно-учебные заведения СССР. В период с 1949 по 1952 годы 717 студентов отправились в СССР на учёбу, в 1958 их было 471, а после вывода советских войск число курсантов сократилось до минимума в 25—30 человек.

## Реорганизация органов государственной безопасности
Сразу же после государственного переворота 23 августа 1944 коммунисты инициировали широкомасштабные действия по «очищению и обновлению» Министерства внутренних дел. Секуритате было официально учреждено 30 августа 1948 при поддержке и по образцу спецслужб СССР (Смерш и МГБ СССР), занимавшихся военной разведкой и контрразведкой на территории стран Восточной Европы. Основу Секуритате составляли мобильные бригады. Секуритате заменило Сигуранцу — тайную полицию в королевстве Румыния, существовавшую с 1921 по 1944.
Подразделениями Смерш и МГБ в Румынии до конца 1948 командовал инспектор румынских спецслужб и полковник НКВД / МГБ СССР Александр Сергеевич Никольский (оперативный псевдоним Борис Грюнберг) — видный деятель спецслужб СССР и Румынии, участвовал в операции по передаче Йона Антонеску и его ближайшего окружения из Лубянской тюрьмы обратно в Румынию, в высылке короля Михая I и членов Королевской семьи Румынии, а также в убийстве бывшего главы компартии Румынии Штефана Фориша, которое лично совершил руководитель Секуритате Георге Пинтилие. 
Основной целью Секуритате по словам Никольского была «защита завоеваний демократии и гарантированная безопасность Румынской Народной Республики от внутренних и внешних врагов». Кроме того, органы безопасности были «единственной возможностью расследовать преступления, которые угрожают демократическому режиму и безопасности людей».
Первым директором Секуритате (в должности министра правительства Румынии) был назначен генерал Георге Пинтилие, его заместителями стали генерал-майоры Александр Сергеевич Никольский и Владимир Мазуру. Первоначально Секуритате именовалось Главное управлением безопасности населения, позднее — Департамент (Главное управление) государственной безопасности МВД Румынской Народной Республики. В апреле 1951 в состав Секуритате вошла Специальная служба информации.

## Депортация немцев
В октябре 1944 правительство Константина Сэнэтеску по просьбе Союзной контрольной комиссии начало арестовывать молодых румынских немцев, которые после ареста передавались в распоряжение советского командования. Однако распоряжение, изданное 6 января 1945 советскими оккупационными властями, для мобилизации всех немецких румынских граждан с целью их последующей депортации в Советский Союз, для последнего некоммунистического правительства Румынии, возглавляемого премьер-министром Николае Рэдеску, оказалось «полной неожиданностью». Распоряжение о мобилизации было следствием Постановления Государственного комитета обороны СССР от 16 декабря 1944, в котором предусматривалось интернировать на территориях занятых Красной армией Румынии, Югославии, Венгрии, Болгарии и Чехословакии всех — независимо от их гражданства — трудоспособных немцев (мужчин от 17 до 45 лет, женщин от 18 до 30 лет) и отправлять их в СССР.
«Удивление» премьера Рэдеску «неожиданностью» Распоряжения о депортации было сильно преувеличенным, поскольку руководимое им Правительство задолго до этого распорядилось составить списки мужчин и женщин, подлежащих отправке в СССР, а железнодорожные службы стали готовить товарные вагоны для их перевозки. Более того, бюро премьер-министра ещё 19 декабря 1944 (т. е. через три дня после постановления ГКО СССР) отдало по телефону полицейским инспекторам приказы о регистрации немецкого трудоспособного населения.
Советский приказ о депортации немцев касался всех мужчин в возрасте от 17 до 45 лет и всех женщин в возрасте от 18 до 30 лет, исключение было сделано только для беременных женщины, а также имеющих детей в возрасте до одного года и не способных работать. 13 января 1945, когда из Бухареста, Брашова и Тимишоары отправились первые эшелоны в СССР, правительство Рэдеску направило ноту протеста советскому заместителю руководителя Союзной контрольной комиссии по Румынии генерал-лейтенанту Владиславу Петровичу Виноградову. В ноте указывалось, что Соглашение о перемирии (подписанное 12 сентября 1944 в Москве) не предусматривало депортации, и что румынская промышленность понесёт значительные потери в результате депортации такой большого процента квалифицированной рабочей силы.
Выселению из Румынии подверглись три группы немцев — трансильванские саксы и дунайские швабы (швабы Сату-Маре и банатские швабы). Все территории, с которых осуществлялась депортация, вошли в состав Старого Румынского королевства только в 1918, до этого они принадлежали Австро-Венгерской империи. Было выселено 5 тысяч швабов из Сату-Маре и Марамуреша на северо-западе Румынии, более 30 тысяч саксов, проживавших на юге и северо-востоке Трансильвании, и 33 тысячи швабов из Баната, на границе с Сербией; общее число депортированных составило примерно 70 тысяч человек. Девять из десяти депортированных оказались на Украине: в лагерях в районе Днепропетровска, Сталино и Ворошиловграда, остальных отправили на Урал и Кавказ. Треть работали на шахтах, четверть — на строительных работах, а оставшиеся были заняты в промышленности, сельском хозяйстве и лагерной администрации. Согласно данным российских архивов, в 1946—1949 гг. погибло 15 % депортированных банатских швабов (пять тысяч человек) и около 12 % трансильванских саксов (3076 человек). Из сатмарских швабов не вернулся каждый пятый (умерла тысяча лагерников). По уточнённым данным доктора Герхарда Рейхлинга, из 89 тысяч депортированных из Румынии немцев в Советском Союзе погибло 33 тысячи.
После 1949 депортации немцев из Румынии в СССР прекратились. Депортированные вернулись на прежние места проживания, а некоторым разрешено было выехать на постоянное место жительство в ГДР и ФРГ.
Впоследствии Четвёртая женевская конвенция 1949 года, ратифицированная Румынией в 1954, предусматривала в статье 49 что: «Воспрещаются по каким бы то ни было мотивам угон, а также депортирование покровительствуемых лиц из оккупированной территории на территорию оккупирующей державы или на территорию любого другого государства независимо от того, оккупированы они или нет».

## Советско-румынские предприятия
Совромы — советско-румынские совместные предприятия, созданные в Румынии в конце Второй мировой войны и существовавшие до 1954—1956 годов. 8 мая 1945 в Москве между Румынией и СССР было подписано соглашение о создании совместных предприятий. Теоретически Совромы должны были приносить доход в пользу советской стороны на реконструкцию предприятий и восстановление экономики СССР, однако на самом деле эксплуатировали природные богатства страны, ещё больше ослабляя ресурсы румынской экономики после того, как страна в рамках Парижского мирного договора 1947 года обязана была выплатить СССР 300 млн $ репараций.
| Предприятие                 | Тип                          | Функции |
| --------------------------- | ---------------------------- | --- |
| Совромтранспорт (1945—1954) | судоходная компания          | в собственность компании было передано 2 («Transilvania» и «Ardeal») из 16 кораблей, ранее принадлежавших Румынской морской службе, остальные 14 отошли к СССР; дополнительно 2 корабля было построено в Румынии, и ещё 2 в Венгрии; суда компании использовали порты и верфи в Констанце, Дробета-Турну-Северине и Брэиле                                                               |
| Совромкварцит (1952—1956)   | горнодобывающая компания     | занималась добычей не кварца, а урана; название было выбрано для маскировки её реальной деятельности; урановый концентрат использовался в СССР, в том числе, и для создания атомной бомбы; всего было добыто 18 тыс. тонн концентрата |
| Совромпетроль (1950—1956)   | нефтедобывающая компания     | занималась разведкой, добычей, переработкой и сбытом нефти и нефтепродуктов; после национализации 1948 года нефтяные компании в Румынии стали собственностью государства, которое организовало их в два крупных предприятия: Молдавский нефтяной завод и Мунтенский нефтяной завод, в состав которого входили 22 бывших предприятия                                                      |
| Совромфильм (1946—1952)     | кино-, теле- и радиокомпания | имела целью показ советских фильмов в Румынской Народной Республике; в рамках Совромфильма была основана программа «Новые времена» по созданию кинотеатров в крупных городах Румынии; с 1948 Совромфильмом транслировались новости из Советского Союза, документальные фильмы социально-пропагандистского характера о научных, культурных, экономических и спортивных достижениях в СССР |
| ТАРС (1945—1954)            | авиакомпания                 | занималась перевозкой грузов и пассажиров из Румынии в СССР и обратно |

Советский вклад в Совромы состоял в основном в продаже румынской стороне трофейной военной техники, оставленной немецкими войсками на полях боёв, которая переоценивалась и оплачивалась Румынией. Товары, отправленные Румынией в Советский Союз за всё время существования Совромов, были оценены в 2 млрд $, что значительно превышало нанесённый Советскому Союзу предполагаемый военный ущерб и к 1952 году 85% румынского экспорта было перенаправлено в Советский Союз.
Осенью 1954 года 12 из 16 действовавших в то время Совромов были расформированы, последний Совром был закрыт в 1956.

## Вывод советских войск из Румынии

### Предпосылки
Советские войска, находившиеся на территории Румынии вопреки решению Парижского мирного договора, осуществляли связь с советскими войсками на территории Австрии. 15 мая 1955 во дворце Бельведер в Вене была подписана Декларация о независимости Австрии, ознаменовавшая конец оккупации Австрии войсками союзников, и вскоре войска СССР, США, Великобритании и Франции покинули Австрию. «Юридических оснований нахождения контингента СССР на территории Румынии более не существовало» — такая фраза всё чаще звучала в румынском обществе. 14 мая 1955 Румыния вступила в организацию Варшавского договора, следовательно вывод из страны советских войск больше не стоял в повестке дня, однако румынское руководство опасалось некоего дальнейшего «узаконивания» присутствия войск СССР в стране.
Отношения между СССР и Румынией стали ухудшаться после XX съезда КПСС, осудившего культ личности и, косвенно, идеологическое наследие Иосифа Сталина. Делегация румынской рабочей партии во главе с Георге Георгиу-Дежем заявила на переговорах советской стороне, что желает вывода войск СССР с территории своей страны, апеллируя к прецеденту австрийской деоккупации.
Румынское руководство упорно продолжало сталинистский курс во всех отраслях общественной жизни: второй по величине город страны Орашул-Сталин (ныне Брашов) до 1962 сохранял своё название, Георге Георгиу-Деж часто цитировал Сталина в своих статьях и речах; недовольство румынским сталинизмом росло в Москве и в столице Венгрии — Будапеште. Подавление Венгерского восстания 1956 года в ходе операция «Вихрь» с участием румынских и советских войск и последовавший расстрел бывшего премьера Венгрии Имре Надя «охладили» двусторонние отношения между Бухарестом и Будапештом.
Сменивший Надя на посту премьера Янош Кадар сформировал откровенно прохрущёвское правительство, румынское же правительство, в отличие от Китая и Албании, не решалось на публичный конфликт с СССР из-за антисталинского курса Москвы и всячески подчёркивало, что курс десталинизации приведёт к военному и политическому расколу и дестабилизации обстановки не только в СССР, но и восточноевропейских странах-членах Варшавского договора и Совета экономической взаимопомощи. В результате десталинизации в Венгрии случился контрреволюционный мятеж (Венгерское восстание), а в Польше произошли Познанский июнь и Польский Октябрь.
Москва при помощи Будапешта стремилась сменить румынское просталинистское правительство, упорно шантажировав Бухарест венгерским вопросом Трансильвании (венгры населяли центральную и северо-западную часть Румынии). Новое венгерское правительство поддерживало националистическое подполье трансильванских венгров, нейтрализованное вскоре румынской контрразведкой. События в Венгрии и Польше давали повод к включению Бухареста в «антихрущёвский блок» Пекин — Тирана, и в конечном итоге привели к изменению геополитического курса Румынии в сторону Китая, Албании и Югославии, так же не поддержавших курс Москвы на десталинизацию. Возможные варианты тесного военно-политического сотрудничества Румынии с Китаем и Албанией впервые обсуждались, по имеющимся данным, уже на второй сессии VIII съезда коммунистической партии Китая в сентябре 1956. С 1957 участились встречи Георгиу-Дежа и югославского лидера Иосипа Броз Тито, который советовал румынам скорейшим образом добиваться вывода советских войск со своей территории. В октябре 1957 «в кулуарах» празднования 40-летия Октябрьской революции в Москве главы Китая и Албании — Мао Цзэдун и Энвер Ходжа — в ходе их встреч с румынским лидером также советовали Георгиу-Дежу добиваться скорейшего вывода войск.

### Вывод войск
За полтора года до вывода советских войск — 3 декабря 1956 — в Москве была подписана советско-румынская декларация «О временном характере пребывания военного контингента СССР на территории Румынии». Вскоре из Румынии стали отзывать советских военных советников и специалистов по вопросам оборонной промышленности. 17 апреля 1958 СССР официально заявил правительству Румынии о намерении вывести советские войска с её территории. За год до этого — летом 1957 — в состав Киевского военного округа возвращена 81-я гвардейская мотострелковая дивизия, введённая в 1953.
Если в 1956—1957 Хрущёв настаивал на сохранении советских войск в Румынии «... ввиду НАТОвской угрозы из Турции», то позже согласился на вывод войск. 17 апреля 1958 в письме Хрущёва Гергиу-Дежу сообщалось, что «... ввиду международной разрядки» и потому, что «Румыния располагает надёжными вооружёнными силами, в СССР убеждены в отсутствии необходимости пребывания советских войск в Румынии». И уже на следующий день румынский лидер благодарил Хрущёва за принятое pешение.
24 мая 1958 Румыния и СССР подписали соглашение о репатриации советских военнослужащих, находящихся на территории Румынии. Соглашением был предусмотрен график вывода войск с июня по август 1958, а также так называемые проявления румынско-советской солидарности и дружбы. В то же время Консультативный комитет государств-участников Варшавского договора утвердил данное соглашение.
В своих мемуарах Никита Хрущёв отмечал, что в 1958 на румынской территории находились всего один или два советских танковых подразделения и одна советская пехотная дивизия. На самом деле в Румынии находилась Отдельная механизированная армия, в состав которой входили: танковая дивизия в Банате (Тимишоара, Арад, Радна и Липова), численностью 9657 военнослужащих и гражданских лиц и 313 танков; механизированная дивизия в Фокшанах (Фокшаны, Рымнику-Сэрат, Брэила, Галац), численностью 9062 военнослужащих и гражданских лиц и 187 танков; механизированная дивизия в Добрудже, численностью 11 133 военнослужащих и гражданских лиц и 187 танков; танковый полк в Мунтении (Плоешти, Басков, Аричештий-Рахтивань), численностью 1402 военнослужащих и гражданских лиц и 94 танка; 6 авиационных подразделений, численностью 2957 военнослужащих и гражданских лиц; общая численность советских вооружённых сил в Румынии составляла в общей сложности 34 211 военнослужащих и гражданских лиц и 781 танков Т-34.
Несмотря на то, что советские войска находились на территории Румынии по договорённости в рамках Варшавского договора, их вывод осуществлялся по условиям, установленным Парижским мирным договором в течение 80 дней.
В ходе подготовки к выводу советских оккупационных войск указом № 810 от 14 июня 1958 всему личному составу этих подразделений была вручена медаль «Освобождение от фашистского ига». Всего было награждено 35 027 советских военнослужащих.
В результате вывода советских войск Румыния стала единственной страной Варшавского договора, на территории которой не было советских войск и военных баз.

## В популярной культуре
- Давай часы, давай пальто. Известный румынский актёр и драматург Константин Тэнасе в театрах Бухареста играл в сатирических пьесах, высмеивающих поведение советских солдат, которые часто конфисковали личные вещи у румын (особенно одежду и часы) со словами: «Давай часы, давай пальто». По официальному заключению, Тэнасе умер от осложнений тонзиллита 29 августа 1945 года в Бухаресте. По неофициальной версии он был убит за сатиру на советских солдат[42].
- Среди свидетелей событий 1944 года (начала советской оккупации) был писатель Михаил Себастьян. В своих «Дневниках» за 1935—1944 он писал: «Атмосфера Бухареста пропитана дикостью, страхом и недоверием. Русские солдаты насилуют женщин (как вчера рассказывала мне Дина Коча). Солдаты останавливают машины, вытаскивают водителей и пассажиров, садятся за руль и уезжают. Некоторые магазины были ограблены. Во второй половине дня в Захарии три советских солдата взломали магазин и украли часы-игрушки, которые нравятся им больше всего»[43]. Михаил Себастьян погиб в результате наезда трамвая через год после начала советской оккупации Румынии, его «Дневники» были опубликованы на Западе в 1995 (первая часть) и 2006 (вторая часть). В 2004 американский драматург и сценарист Дэвид Оберн написал пьесу под названием «Дневник Михаила Себастьяна»; пьесу впервые поставили в том же году в Нью-Йорке, роль Себастьяна сыграл Стивен Канкен[англ.].
- «25-й час»[рум.]. Самая известная книга румынского писателя Константина Вирджила Георгиу[рум.] описывает жизнь молодого крестьянина Иоганна Морица в немецкой, а затем советской оккупации. Иоганна отправляют на принудительные работы капитан полиции, которому приглянулась его жена Сюзанна. Сначала Морица называют евреем, но его «спасает» нацистский офицер, заставляющий Иоганна работать на немецкую пропаганду; позднее Морица заключают в тюрьму, избивают до смерти советские тюремщики и осуждают за работу на нацистов. В 1967 итальянский кинопродюсер Карло Понти выпустил одноимённый фильм[рум.], основанный на этой книге; режиссёром фильма стал Анри Вернёй, главные роли исполнили Энтони Куинн (Иоганн) и Вирна Лизи (Сюзанна).